# Baron Emly

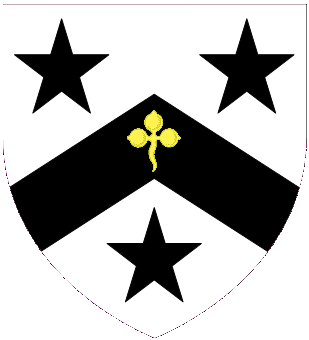
Wappen der Barons Emly

Baron Emly, of Tervoe in the County of Limerick, war ein erblicher britischer Adelstitel in der Peerage of the United Kingdom.
Der Titel wurde am 12. Januar 1874 für den Unterhausabgeordneten William Monsell geschaffen.
Der Titel erlosch beim Tod seines Sohnes, des 2. Barons, am 24. November 1932.

## Liste der Barons Emly (1874)
- William Monsell, 1. Baron Emly (1812–1894)
- Thomas William Gaston Monsell, 2. Baron Emly (1858–1932)